# Руснак Іван Іванович
Русна́к Іва́н Іва́нович (12 жовтня 1966 — 6 липня 2017) — радянський та український футболіст, що виступав на позиції захисника. Найбільше відомий завдяки виступам у складі кіровоградської «Зірки», чернівецької «Буковини» та низки інших українських і радянських клубів.

## Життєпис
Іван Руснак — вихованець буковинского футболу. До роботи з основною командою молодого захисника почав залучати Юхим Школьников. У 1987 році Руснак був одним з основних гравців чернівецького клубу, однак у наступному сезоні, що став для команди чемпіонським, провів лише один поєдинок. Певний час виступав у складі молдовської «Зорі» (Бєльці). Напередодні сезону 1990 повернувся до «Буковини» та допоміг команді здобути путівку до першої ліги чемпіонату СРСР. Наступний сезон розпочав у складі аматорського клубу «Лада» з Чернівців.
У дебютному чемпіонаті України провів лише 2 поєдинки у складі «Буковини». У розіграші Кубка країни 1992/93 знову приміряв форму «Лади», однак весь чемпіонат провів у «Буковині». Навесні 1994 року перейшов до лав кіровоградської «Зірки-НІБАС», кольори якої захищав протягом трьох з половиною сезонів, пройшовши разом з клубом шлях від другої до вищої ліги. Після сезону у складі вінницької «Ниви», повернувся до Кіровограда, де й завершив кар'єру.

## Досягнення
- Переможець першої ліги чемпіонату України (1): 1994/95
- Бронзовий призер другої ліги чемпіонату України (1): 1993/94
- Переможець зони «Захід» другої ліги чемпіонату СРСР (1): 1990
- Брав участь у «золотому» сезоні «Буковини» (друга ліга 1988), однак провів всього 1 матч, чого замало для отримання нагород.